# إيبو إلدر
إيبو إلدر (بالإنجليزية: Ebo Elder)‏ مواليد 23 ديسمبر 1978 في نيونان، هو ملاكم أمريكي يصنف ضمن فئة الوزن الخفيف.

## إحصائيات
خاض خلال مسيرته 25 نزالا، فاز في 22 ولم يتعادل وخسر في 3. فاز بالضربة القاضية في 14 نزالا.

## روابط خارجية
- إيبو إلدر على موقع بوكس ريك (الإنجليزية) (registration required)